# Atlético Clube de Portugal 2012-2013
Questa voce raccoglie le informazioni riguardanti l'Atlético Clube de Portugal nelle competizioni ufficiali della stagione 2012-2013.

## Rosa
| N. |                          | Ruolo | Calciatore        |
| -- | ------------------------ | ----- | ----------------- |
| 1  | Portogallo (bandiera)    | P     | Filipe Leão       |
| 2  | Portogallo (bandiera)    | D     | Jorge Bernardo    |
| 4  | Portogallo (bandiera)    | D     | Rolão             |
| 5  | Capo Verde (bandiera)    | D     | Vítor Moreno      |
| 6  | Portogallo (bandiera)    | C     | Afonso Taira      |
| 9  | Capo Verde (bandiera)    | A     | Ivan              |
| 10 | Portogallo (bandiera)    | C     | Paulo Sereno      |
| 11 | Capo Verde (bandiera)    | A     | Lito              |
| 12 | Portogallo (bandiera)    | P     | Ricardo Janota    |
| 13 | Guinea-Bissau (bandiera) | A     | Ailton            |
| 14 | Argentina (bandiera)     | C     | Julian Montenegro |
| 15 | Portogallo (bandiera)    | A     | Rui Varela        |

| N. |                       | Ruolo | Calciatore    |
| -- | --------------------- | ----- | ------------- |
| 17 | Portogallo (bandiera) | A     | Adilson       |
| 18 | Capo Verde (bandiera) | C     | Toy           |
| 20 | Portogallo (bandiera) | C     | Vasco Varão   |
| 23 | Portogallo (bandiera) | D     | Tininho       |
| 24 | Portogallo (bandiera) | C     | Fernandes     |
| 25 | Portogallo (bandiera) | D     | Luis Dias     |
| 29 | Portogallo (bandiera) | C     | Marco Bicho   |
| 31 | Portogallo (bandiera) | D     | Paulo Renato  |
| 33 | Portogallo (bandiera) | D     | Hugo Carreira |
| 48 | Portogallo (bandiera) | C     | Hugo Pina     |
|    | Malaysia (bandiera)   | A     | Fakri Saarani |

## Risultati

### Segunda Liga

#### Girone di andata
| 12 agosto 2012, ore 18:00 1ª giornata | Penafiel | 0 – 2 | Atlético CP |  |

| 18 agosto 2012, ore 17:15 2ª giornata | Atlético CP | 1 – 0 | Leixões |  |

| 22 agosto 2012, ore 18:00 3ª giornata | Vitória Guimarães B | 0 – 2 | Atlético CP |  |

| 26 agosto 2012, ore 17:15 4ª giornata | Atlético CP | 1 – 3 | Sporting Lisbona B |  |

| 2 settembre 2012, ore 17:00 5ª giornata | Covilhã | 0 – 1 | Atlético CP |  |

| 19 settembre 2012, ore 17:00 6ª giornata | Atlético CP | 1 – 2 | Oliveirense |  |

| 23 settembre 2012, ore 17:00 7ª giornata | Atlético CP | 2 – 1 | Marítimo B |  |

| 30 settembre 2012, ore 17:00 8ª giornata | Arouca | 0 – 2 | Atlético CP |  |

| 7 ottobre 2012, ore 17:00 9ª giornata | Atlético CP | 2 – 1 | Trofense |  |

| 14 ottobre 2012, ore 16:00 10ª giornata | Freamunde | 2 – 3 | Atlético CP |  |

| 28 ottobre 2012, ore 16:00 11ª giornata | Atlético CP | 2 – 1 | Porto B |  |

| 4 novembre 2012, ore 17:00 12ª giornata | Santa Clara | 1 – 2 | Atlético CP |  |

| 11 novembre 2012, ore 16:00 13ª giornata | Atlético CP | 2 – 1 | Feirense |  |

| 24 novembre 2012, ore 17:00 14ª giornata | Braga B | 1 – 0 | Atlético CP |  |

| 28 novembre 2012, ore 16:00 15ª giornata | Atlético CP | 1 – 0 | Benfica B |  |

| 2 dicembre 2012, ore 17:00 16ª giornata | Naval | 2 – 2 | Atlético CP |  |

| 9 dicembre 2012, ore 12:15 17ª giornata | Atlético CP | 2 – 4 | Belenenses |  |

| 16 dicembre 2012, ore 17:00 18ª giornata | União Madeira | 0 – 0 | Atlético CP |  |

| 23 dicembre 2012, ore 16:00 19ª giornata | Atlético CP | 0 – 1 | Tondela |  |

| 29 dicembre 2012, ore 16:00 20ª giornata | Desp. Aves | 1 – 2 | Atlético CP |  |

| 6 gennaio 2013, ore 16:00 21ª giornata | Atlético CP | 3 – 2 | Portimonense |  |

#### Girone di ritorno
| 13 gennaio 2013, ore 16:00 22ª giornata | Atlético CP | 0 – 1 | Penafiel |  |

| 20 gennaio 2013, ore 12:15 23ª giornata | Leixões | 0 – 2 | Atlético CP |  |

| 23 gennaio 2013, ore 16:00 24ª giornata | Atlético CP | 3 – 1 | Vitória Guimarães B |  |

| 27 gennaio 2013, ore 16:00 25ª giornata | Sporting Lisbona B | 0 – 0 | Atlético CP |  |

| 3 febbraio 2013, ore 16:00 26ª giornata | Atlético CP | 0 – 0 | Covilhã |  |

| 10 febbraio 2013, ore 16:00 27ª giornata | Oliveirense | 2 – 4 | Atlético CP |  |

| 17 febbraio 2013, ore 12:00 28ª giornata | Marítimo B | 1 – 1 | Atlético CP |  |

| 24 febbraio 2013, ore 16:00 29ª giornata | Atlético CP | 1 – 1 | Arouca |  |

| 3 marzo 2013, ore 16:00 30ª giornata | Trofense | 2 – 3 | Atlético CP |  |

| 10 marzo 2013, ore 16:00 31ª giornata | Atlético CP | 2 – 2 | Freamunde |  |

| 16 marzo 2013, ore 17:00 32ª giornata | Porto B | 1 – 0 | Atlético CP |  |

| 30 marzo 2013, ore 17:00 33ª giornata | Atlético CP | 1 – 0 | Santa Clara |  |

| 7 aprile 2013, ore 17:00 34ª giornata | Feirense | 3 – 2 | Atlético CP |  |

| 12 aprile 2013, ore 17:00 35ª giornata | Atlético CP | 1 – 2 | Braga B |  |

| 17 aprile 2013, ore 17:00 36ª giornata | Benfica B | 1 – 1 | Atlético CP |  |

| 21 aprile 2013, ore 17:00 37ª giornata | Atlético CP | 0 – 2 | Naval |  |

| 28 aprile 2013, ore 17:00 38ª giornata | Belenenses | 1 – 2 | Atlético CP |  |

| 5 maggio 2013, ore 17:00 39ª giornata | Atlético CP | 0 – 1 | União Madeira |  |

| 8 maggio 2013, ore 17:00 40ª giornata | Tondela | 1 – 2 | Atlético CP |  |

| 12 maggio 2013, ore 17:00 41ª giornata | Atlético CP | 0 – 2 | Desp. Aves |  |

| 18 maggio 2013, ore 18:00 42ª giornata | Portimonense | 1 – 2 | Atlético CP |  |

### Taça da Liga
| 29 luglio 2012, ore 18:00 1ª giornata | Naval | 1 – 3 | Atlético CP |  |

| 1 agosto 2012, ore 18:00 2ª giornata | Arouca | 1 – 2 | Atlético CP |  |

| 5 agosto 2012, ore 18:00 3ª giornata | Atlético CP | 1 – 0 | Covilhã |  |